# Droga krajowa nr 36 (Węgry)
Droga krajowa nr 36 (węg. 36-os főút) – droga krajowa we wschodnich Węgrzech, w komitatach Hajdú-Bihar i Szabolcs-Szatmár-Bereg. Długość trasy wynosi 51 km.

## Miejscowości leżące w ciągu drogi nr 36
- Polgár – skrzyżowanie z 35
- Tiszavasvári
- Nyíregyháza – skrzyżowanie z 4